# 2010: Odyssey Two
2010: Odyssey Two is een sciencefictionroman van Arthur C. Clarke. Het is het tweede deel van de Space Odyssey-serie. Het boek werd voor het eerst uitgegeven in 1982.
Het verhaal werd in 1984 verfilmd met als titel 2010: The Year We Make Contact.